# Чеботару Євген Сергійович
Євген Чеботару (рум. Eugeniu Cebotaru, нар. 16 жовтня 1984, Кишинів) — молдовський футболіст, півзахисник клубу «Спартак-Нальчик».
Насамперед відомий виступами за клуби «Зімбру» та «Чахлеул», а також національну збірну Молдови.

## Клубна кар'єра
У дорослому футболі дебютував 2003 року виступами за команду клубу «Зімбру», в якій провів чотири сезони, взявши участь у 63 матчах чемпіонату.
Своєю грою за цю команду привернув увагу представників тренерського штабу клубу «Чахлеул», до складу якого приєднався 2007 року. Відіграв за команду з П'ятра-Нямца наступні п'ять сезонів своєї ігрової кар'єри. Більшість часу, проведеного у складі «Чахлеула», був основним гравцем команди.
До складу клубу «Спартак-Нальчик» приєднався 2012 року. Наразі встиг відіграти за команду з Нальчика 1 матч в національному чемпіонаті.

## Виступи за збірну
У 2008 році дебютував в офіційних матчах у складі національної збірної Молдови. Наразі провів у формі головної команди країни 28 матчів.